# Дилго-Поле (Пловдивська область)
Ди́лго-Поле́ (болг. Дълго поле) — село в Пловдивській області Болгарії. Входить до складу общини Калояново.

## Населення
За даними перепису населення 2011 року у селі проживали 2097 осіб.
Національний склад населення села:
| Національність   | Кількість осіб | Відсоток |
| ---------------- | -------------- | -------- |
| болгари          | 1890           | 91,0%    |
| турки            | 164            | 7,9%     |
| цигани           | 15             | 0,7%     |
| не визначились   | 6              | 0,3%     |
| Всього відповіли | 2076           |          |

Розподіл населення за віком у 2011 році:
Динаміка населення: